# Liste der Naturdenkmale in Kleinmaischeid
Die Liste der Naturdenkmale in Kleinmaischeid nennt die im Gemeindegebiet von Kleinmaischeid ausgewiesenen Naturdenkmale (Stand 9. Oktober 2013).

## Naturdenkmale
| Nr. | Bezeichnung | Lage                                                        | Beschreibung    | Bild                                    |
| --- | ----------- | ----------------------------------------------------------- | --------------- | --------------------------------------- |
|     | Dicke Buche | nordwestlich des Ortes; Abteilung An den Dicken Buchen Lage | Fagus sylvatica | Direkt Bild zu diesem Denkmal hochladen |